# Scossa (singolo)
Scossa è un singolo del cantante italiano Sangiovanni, prodotta dal produttore Zan3xj e pubblicato il 6 maggio 2022 come unico estratto dalla riedizione dell'album di debutto Cadere volare.

## Descrizione
Il singolo fa parte della colonna sonora della terza stagione della serie televisiva Summertime. Il brano è stato utilizzato come sigla dello spot pubblicitario del cornetto Algida.

## Video musicale
Il video è stato pubblicato il 12 maggio 2022 sul canale YouTube del cantante. Il video è stato girato a Cesenatico, sulla Riviera Romagnola.

## Classifiche
| Classifica (2022) | Posizione massima |
| ----------------- | ----------------- |
| Italia            | 31                |